# St. Mary's High School (Calgary)
St. Mary's High School est une école secondaire à Calgary, Alberta, Canada. Elle est exploitée par le Calgary Catholic School District (CCSD). L'école est bien connue à Calgary pour son importance historique. Il attire un nombre important d'élèves de toute la ville, même ceux plus proches d'autres lycées catholiques, qui souhaitent profiter des programmes non offerts dans leur lycée local. De plus, pour certains, c'est une tradition de fréquenter la même école que leurs parents et grands-parents.

## Histoire
St. Mary's est la plus ancienne école de Calgary encore en activité (l'école, et non l'édifice actuel, qui est relativement récent). C'était la première école catholique, dans ce qui est maintenant l'Alberta, à recevoir un soutien financier public complet. L'histoire de l'école Sainte Marie est une partie importante de l'histoire de l'enseignement catholique financé par l'État dans la région de Calgary.
| 1820 | Un groupe de sœurs catholiques, les fidèles compagnes de Jésus, a été fondé à Amiens, en France. Sa mission comprenait la création d'instituts d'éducation pour les enfants. |
| 1884 | Calgary a été constituée en tant que ville dans ce qui était alors les Territoires du Nord-Ouest |
| 1885 | Fondation du district : Le Lacombe Separate School District # 1 a été créé par le gouvernement des Territoires du Nord-Ouest pour offrir une éducation jusqu'à la 12e année à la population catholique de Calgary et des environs. Ce fut le début du financement public de l'éducation catholique dans la région. Le district a reçu un financement du gouvernement territorial (plus tard le gouvernement provincial) et a été autorisé à lever des fonds par le biais des impôts fonciers. Cependant, en particulier dans les premiers temps du système, l'Église et les contributions volontaires (en argent et en terre) ont joué un rôle clé dans l'éducation dans la région. Fondation de l'école : La première école St. Mary a été ouverte par les fidèles compagnons de Jésus, dirigée par Mère Mary Greene. Initialement, l'école utilisait des installations partagées dans le couvent de cabanes en rondins existant des Soeurs. Il était situé sur un terrain accordé par le célèbre missionnaire Père Albert Lacombe, qui a prêté sa mission nouvellement construite et ses environs sur la rue St. Mary dans le village francophone de Rouleauville . Cet endroit devint plus tard connu sous le nom de 19 Avenue SW, Calgary. La ville de Calgary était le pays d'où provenait le plus grand nombre d'étudiants. Les administrateurs élus du district étaient ultimement responsables et responsables de l'école St. Mary, qui a été le cœur du district tout au long de son histoire. Au départ, l'école St. Mary a enseigné aux élèves de la première à la douzième année à Rouleauville, à Calgary et dans d'autres collectivités avoisinantes. |
| 1893 | L'édifice du couvent du Sacré-Cœur a été achevé et l'école St. Mary a été déplacée de la cabane en rondins et dans le nouveau couvent. |
| 1894 | Calgary devient la première ville des Territoires du Nord-Ouest, mais n'a pas encore pris de l'expansion pour inclure St. Mary's. |
| 1905 | L'Alberta devient une province, se séparant des Territoires du Nord-Ouest. La province a poursuivi la pratique du soutien public à l'éducation catholique, antérieure à celle-ci. |
| 1907 | Rouleauville (qui comprenait St. Mary's à l'époque) a été annexée par Calgary. La région devient connue sous le nom de Mission District of Calgary. La rue St. Mary est devenue la 19 avenue sud-ouest, car divers noms de rue ont été éliminés pour se conformer au système de dénomination et de numérotation de Calgary pour les routes. |

Avec la construction d'un nouveau bâtiment, l'école Sainte Marie sert de plaque tournante du quartier pendant des décennies (même avec la construction de nouvelles écoles). Pendant une grande partie de cette période, le nombre de jeunes familles dans la région continue de croître (diminuant plus tard).

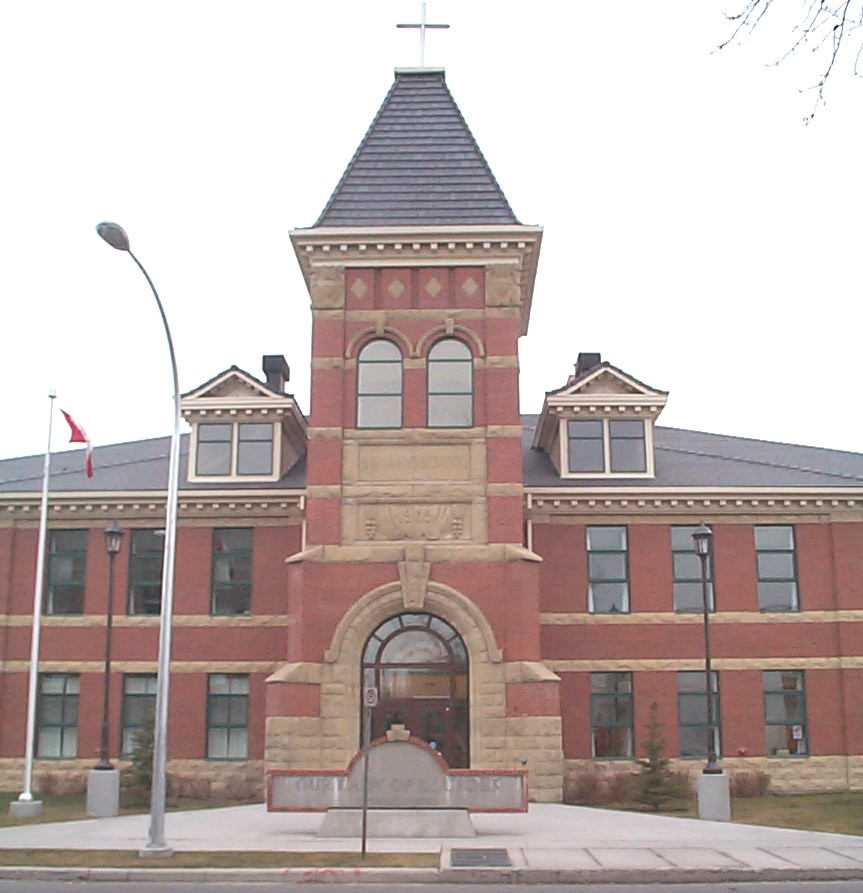
La façade en grès rouge du bâtiment Sainte-Marie de 1909 a été réutilisée dans cette école (Notre-Dame de Lourdes), ouverte en 2005.

| 1909      | Un nouveau bâtiment de l'école St. Mary a été construit en 1912 - 2nd Street SW C'était le premier bâtiment dédié exclusivement à l'école. C'est le plus célèbre des bâtiments utilisés par l'école tout au long de son histoire. Il était construit en briques rouges et en grès (le grès était typique de ces bâtiments à Calgary à l'époque).                                                               |
| 1910      | Le nouveau bâtiment (1909) ouvre aux étudiants, qui devient le seul bâtiment utilisé pour les cours (fin de l'utilisation du couvent). L'école emploie neuf enseignants qui enseignent de la première à la douzième année. Il s'agit du seul bâtiment utilisé pour l'enseignement catholique à Calgary. |
| 1911      | La province d'Alberta a renommé le Lacombe Separate School District # 1 pour devenir le Calgary Roman Catholic School District # 1 (qui s'appelle simplement Calgary Catholic School District). |
| 1918      | Les classes de garçons seniors sont transférées au St. Mary's College for Boys nouvellement créé (dans ce cas, le mot collège signifie école secondaire) à proximité. Les jeunes garçons sont restés dans le bâtiment existant de 1909. Cependant, comme la plupart des élèves restants étaient des filles, le bâtiment de 1909 est devenu connu sous le nom de St. Mary's Girls School à partir de ce moment. |
| 1918–1919 | L'épidémie mondiale de grippe (« grippe espagnole ») a forcé la fermeture temporaire de cette école et de nombreuses autres écoles. |
| 1924      | Le siège social du district scolaire était situé à l'école St. Mary's Girls (bâtiment de 1909). |
| 1952      | Tout en continuant d'être importante, St. Mary's devient de moins en moins au centre du système catholique de Calgary. Un signe de cela est lorsque les sièges sociaux du district scolaire sont déplacés de l'école vers un emplacement plus central. |

### 1957 - aujourd'hui
À l'époque moderne, Sainte Marie ne joue plus un rôle central dans le quartier. Le nombre de jeunes familles de la région diminue (puisqu'elles s'installent en banlieue) et l'école dépend progressivement des élèves venant de toute la ville (en dehors de la zone immédiate).
| 1957-1958 | L'école St. Mary's Boys a été construite au 111 - 18 Avenue SW, qui accueille tous les élèves de sexe masculin de St. Mary's, laissant pour la première fois le bâtiment de 1909 (St. Mary's Girls 'School) exclusivement féminin à tous les niveaux. |
| 1959      | Avec la construction de nouvelles écoles primaires et secondaires à Calgary, St. Mary's (dans les deux bâtiments) est modifiée pour ne dispenser un enseignement que de la neuvième à la douzième année. |
| 1969      | L'école St. Mary's Boys a été agrandie pour lui permettre de devenir mixte. Les classes ont été transférées de l'école pour filles St. Mary à l'école pour garçons St. Mary; faire un seul établissement mixte. L'école St. Mary's Boys a été rebaptisée St. Mary's High School School et est demeurée le domicile permanent de l'école au 111 - 18 Avenue SW . |
| 1970      | Le bâtiment de 1909 cesse définitivement d'être utilisé comme lycée. Il est converti en lycée, qui a été nommé St. Martin de Porres (le même nom a également été utilisé pour une autre école construite à Airdrie par le même district). |
| 1979      | Le bâtiment construit en 1909 a cessé de fonctionner comme une école et a été transformé en centre de pastorale catholique et garderie. L'école secondaire St. Martin de Porres a été transférée à |
| 1995      | Le bâtiment construit en 1909 a été complètement fermé et laissé définitivement inutilisé. |
| 2002      | L'ancien bâtiment de 1909 est démoli après une grande controverse et des efforts pour le sauver. |
| 2005      | Une nouvelle école appelée Notre-Dame-de-Lourdes (ne faisant pas partie du lycée St. Mary) est ouverte sur le terrain de l'ancien bâtiment de 1909. Le nouveau bâtiment a utilisé une grande partie de la façade de l'ancien bâtiment de 1909, y compris la gravure de « St. Mary's School » à l'entrée. Cependant, la nouvelle école a un intérieur entièrement nouveau. De plus, il est exploité comme une école distincte, à l'exception de l'école secondaire St. Mary's à proximité. |
| 2013      | L'école a subi d'importants dégâts lors des inondations de Calgary en 2013. L'impact de l'inondation a été localisé dans le sous-sol de l'école avec de nombreuses salles de classe et laboratoires en ruine. |

L'école secondaire Sainte Marie, au 111 - 18 Avenue SW, demeure un lycée actif, enseignant de la dixième à la douzième année. En règle générale, les élèves de tous les bâtiments de l'école «St Mary» sont considérés comme des anciens élèves de l'école, qui est considérée comme une seule institution historique, qui se trouvait avoir plusieurs bâtiments au fil du temps.

## Programmes spéciaux
- L'école secondaire St. Mary's est l'une des rares écoles secondaires de Calgary à offrir un programme de diplôme du Baccalauréat international (IB), lancé en 1986.
- L'école fait également partie de l' Action for Bright Children Society[2].

## Sports
Sports parascolaires: 
- Sports d'équipe: Football, Basketball, Volleyball, Football, Hockey sur gazon, Rugby
- Sports individuels: Badminton, Athlétisme, Cross country, Natation / Plongée